# Kiyoshi Miki

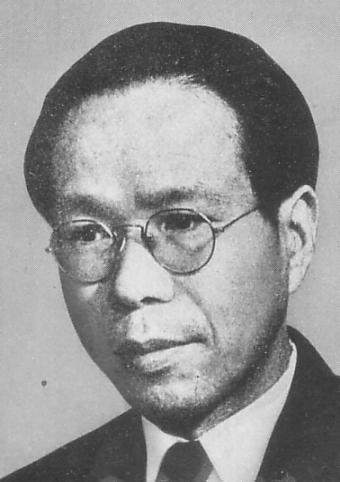
Miki Kiyoshi

Kiyoshi Miki (japanisch 三木 清, Miki Kiyoshi; * 5. Januar 1897 in der Präfektur Hyōgo; † 26. September 1945) war ein japanischer Philosoph.

## Leben  und Wirken
Miki studierte Philosophie an der Universität Kyōto unter Kitarō Nishida und Seiichi Hatano. Er bildete sich von 1922 bis 1925 in Deutschland weiter, und zwar bei Martin Heidegger, Heinrich Rickert und Karl Löwith. Nach seiner Rückkehr nach Japan wurde er 1927 Professor  an der Hōsei-Universität, wo er marxistische Philosophie unterrichtete, die er mit Ideen der Existenzphilosophie verband. Dabei arbeitete er eng mit dem Historiker Hani Gorō (1901–1983) zusammen.
Mikis Beschäftigung mit dem Marxismus führte dazu, dass er 1930 unter dem „Peace Preservation Law“ von 1925 als Sympathisant des Kommunismus  verhaftet wurde. Er kam sechs Monate ins Gefängnis  und verlor seine Professur. Er war dann ein führendes Mitglied der Shōwa-Studiengruppe, die auf Bestreben Konoe 1933 eingerichtet worden war. 1942 wurde Miki als Armee-Journalist nach Manila geschickt. Aber dann wandte er sich wieder der Philosophie zu. Im März 1945 wurde Miki wieder verhaftet, diesmal, wie er einen Kommunisten aufgenommen hatte. Er starb im Gefängnis im September, also einen Monat nach Beendigung des Pazifikkriegs.
Miki war ein bedeutender Philosoph der Zeit vor dem Pazifikkrieg und machte als Übersetzer, Herausgeber und Journalist viele Werke der europäischen Philosophie und Literatur in Japan bekannt. Zu seinen Schriften gehören die „Notizen zur Philosophie“ (哲学ノート, Tetsugaku nōto).

## Quelle
- Louis Frédéric: Japan Encyclopedia. Harvard University Press, 2002, ISBN 0-674-00770-0, S. 630 (englisch, eingeschränkte Vorschau in der Google-Buchsuche – französisch: Japon, dictionnaire et civilisation. Übersetzt von Käthe Roth).

| Personendaten    | Personendaten         |
| ---------------- | --------------------- |
| NAME             | Miki, Kiyoshi         |
| ALTERNATIVNAMEN  | 三木清 (japanisch)    |
| KURZBESCHREIBUNG | japanischer Philosoph |
| GEBURTSDATUM     | 5. Januar 1897        |
| GEBURTSORT       | Präfektur Hyōgo       |
| STERBEDATUM      | 26. September 1945    |